# Patos de Minas (Meteorit)
Koordinaten: 18° 35′ 0″ S, 46° 32′ 0″ W
Patos de Minas ist ein 1925 in der Sammlung der Escola de Minas Ouro Preto entdeckter Eisenmeteorit. Es handelte sich dabei um ein 18,4 g schweres und stark oxidiertes Fragment, das ohne Angabe eines Fundortes archiviert worden war. Der Meteorit wird bereits im Katalog des Britischen Museums und in Buchwalds "Handbook of Iron Meteorites" erwähnt, wo er unter dem Namen "Patos de Minas" mit dem Zusatz "(Oktaedrit)" geführt wird, um ihn vom "Patos de Minas (Hexaedrit)" zu unterscheiden.
Im Jahr 2005 entdeckte Paulo Garcia beim Pflügen auf dem Gelände der Santa Fé Hacienda nahe Patos de Minas in 30 cm Tiefe eine 54 × 33 × 22 cm messende Eisenmasse, die etwa ein Jahr später ausgegraben wurde (Korrespondenz Svend Buhl / Paulo Garcia). Das Gewicht des stark verwitterten Meteoriten betrug ca. 198 kg. Im Rahmen der Klassifikation des Meteoriten am Institut für Geophysik der University of California wurde die Paarung der neu entdeckten Masse, die zunächst unter dem Feldnamen "Santa Fé Hacienda" verbreitet wurde, mit dem Patos de Minas Material festgestellt. Nun konnte dem ursprünglichen Material auch ein korrekter Fundort zugeordnet werden.
Patos de Minas ist ein mittlerer Oktaedrit des IAB-Komplex mit unregelmäßig aufgebauten Kamazit-Lamellen und einer Bandbreite von 1,1 ± 0,2 mm (max. 2,4 mm). Terrestrische Korrosion hat den Rindenbereich bis in eine Tiefe von 5 cm durch Limonitbildung stark in Mitleidenschaft gezogen. Lediglich das Kernmaterial zeigt daher eine gute Ausprägung der widmannstättenschen Muster. Der Meteorit enthält viele Troilit-Einschlüsse. Eine weitere Einordnung in die Subgruppen des IAB-Komplexes ist nicht erfolgt.
Auch eine intensive Suche mit Metalldetektoren 2005, 2006 und 2007 im Umkreis bis zu 6 km des Fundortes der 198-kg-Masse brachte keine weiteren Meteoriten zu Tage.